# Gardahaut
Gardahaut et Cie, zuvor Cyclecars G.A.R., war ein französischer Hersteller von Automobilen.

## Unternehmensgeschichte
Herr Gardahaut gründete 1922 das Unternehmen Cyclecars G.A.R. in Clichy und begann mit der Produktion von Automobilen. Der Markenname lautete GAR. 1929 (nach einer anderen Quelle 1925) erfolgte eine Umbenennung in Gardahaut et Cie und der Umzug nach Asnières-sur-Seine. 1934 endete die Produktion. Automobiles J. P. erwarb einige der noch vorhandenen Motoren.

## Fahrzeuge
Das Unternehmen stellte zunächst Cyclecars mit luftgekühlten Zweizylindermotoren her. Wenig später kamen kleine Sportwagen mit verschiedenen Motoren dazu, die auch bei Autorennen eingesetzt wurden.
Zur Wahl standen:
- Vierzylindermotoren von Ruby[1]
- Vierzylindermotoren von Chapuis-Dornier mit 961 cm³ und 1095 cm³ Hubraum, auf Wunsch auch mit Kompressor[3]
- Reihen-Achtzylindermotoren von S.C.A.P. mit 1492 cm³ Hubraum[2]
- Motoren von CIME[2]
- eigene Vierzylindermotoren mit 770 cm³ Hubraum[2]
- eigene Reihen-Achtzylindermotoren mit 1375 cm³ Hubraum[2]

## Lizenz
Das Mailänder Unternehmen Verza Automobili G.A.R. fertigte zwischen 1924 und 1926 Modelle von G.A.R. in Lizenz.